# Branta
Gâștele negre din genul Branta sunt păsări acvatice care fac parte din subfamilia Anserinae a gâștelor și lebedelor adevărate. Se întâlnesc în regiunile de coastă nordice ale Palearcticului și în întreaga Americă de Nord, migrând spre coastele mai sudice în timpul iernii și ca păsări rezidente în Insulele Hawaii. O populație sălbatică autosustenabilă derivată din gâștele canadiene a fost introdusă în Noua Zeelandă.

## Taxonomie
Genul Branta a fost introdus de naturalistul austriac Giovanni Antonio Scopoli în 1769. Numele este o formă latinizată a vechiului norvegian Brandgás care înseamnă ars, ca în „gâscă (neagră) arsă”. Specia tip este gâsca neagră  (Branta bernicla).
Ottenburghs și colegii săi au publicat în 2016 un studiu care a stabilit relațiile filogenetice dintre specii.
|  | Gâscă canadiană (Branta canadensis)                                                                       |
|  | |
|  | \| \| Gâscă călugăriță (Branta leucopsis) \| \| \| \| \| \| Gâscă nordică (Branta hutchinsii) \| \| \| \| |
|  | |
|  | Gâscă călugăriță (Branta leucopsis)                                                                       |
|  | |
|  | Gâscă nordică (Branta hutchinsii)                                                                         |
|  | |

|  | Gâscă călugăriță (Branta leucopsis) |
|  |                                     |
|  | Gâscă nordică (Branta hutchinsii)   |
|  |                                     |

|  | Gâscă canadiană (Branta canadensis)                                                                       |
|  | |
|  | \| \| Gâscă călugăriță (Branta leucopsis) \| \| \| \| \| \| Gâscă nordică (Branta hutchinsii) \| \| \| \| |
|  | |
|  | Gâscă călugăriță (Branta leucopsis)                                                                       |
|  | |
|  | Gâscă nordică (Branta hutchinsii)                                                                         |
|  | |

|  | Gâscă călugăriță (Branta leucopsis) |
|  |                                     |
|  | Gâscă nordică (Branta hutchinsii)   |
|  |                                     |

|  | Gâscă canadiană (Branta canadensis)                                                                       |
|  | |
|  | \| \| Gâscă călugăriță (Branta leucopsis) \| \| \| \| \| \| Gâscă nordică (Branta hutchinsii) \| \| \| \| |
|  | |
|  | Gâscă călugăriță (Branta leucopsis)                                                                       |
|  | |
|  | Gâscă nordică (Branta hutchinsii)                                                                         |
|  | |

|  | Gâscă călugăriță (Branta leucopsis) |
|  |                                     |
|  | Gâscă nordică (Branta hutchinsii)   |
|  |                                     |

|  | Gâscă canadiană (Branta canadensis)                                                                       |
|  | |
|  | \| \| Gâscă călugăriță (Branta leucopsis) \| \| \| \| \| \| Gâscă nordică (Branta hutchinsii) \| \| \| \| |
|  | |
|  | Gâscă călugăriță (Branta leucopsis)                                                                       |
|  | |
|  | Gâscă nordică (Branta hutchinsii)                                                                         |
|  | |

|  | Gâscă călugăriță (Branta leucopsis) |
|  |                                     |
|  | Gâscă nordică (Branta hutchinsii)   |
|  |                                     |

|  | Gâscă canadiană (Branta canadensis)                                                                       |
|  | |
|  | \| \| Gâscă călugăriță (Branta leucopsis) \| \| \| \| \| \| Gâscă nordică (Branta hutchinsii) \| \| \| \| |
|  | |
|  | Gâscă călugăriță (Branta leucopsis)                                                                       |
|  | |
|  | Gâscă nordică (Branta hutchinsii)                                                                         |
|  | |

|  | Gâscă călugăriță (Branta leucopsis) |
|  |                                     |
|  | Gâscă nordică (Branta hutchinsii)   |
|  |                                     |

|  | Gâscă canadiană (Branta canadensis)                                                                       |
|  | |
|  | \| \| Gâscă călugăriță (Branta leucopsis) \| \| \| \| \| \| Gâscă nordică (Branta hutchinsii) \| \| \| \| |
|  | |
|  | Gâscă călugăriță (Branta leucopsis)                                                                       |
|  | |
|  | Gâscă nordică (Branta hutchinsii)                                                                         |
|  | |

|  | Gâscă călugăriță (Branta leucopsis) |
|  |                                     |
|  | Gâscă nordică (Branta hutchinsii)   |
|  |                                     |

|  | Gâscă canadiană (Branta canadensis)                                                                       |
|  | |
|  | \| \| Gâscă călugăriță (Branta leucopsis) \| \| \| \| \| \| Gâscă nordică (Branta hutchinsii) \| \| \| \| |
|  | |
|  | Gâscă călugăriță (Branta leucopsis)                                                                       |
|  | |
|  | Gâscă nordică (Branta hutchinsii)                                                                         |
|  | |

|  | Gâscă călugăriță (Branta leucopsis) |
|  |                                     |
|  | Gâscă nordică (Branta hutchinsii)   |
|  |                                     |

|  | Gâscă canadiană (Branta canadensis)                                                                       |
|  | |
|  | \| \| Gâscă călugăriță (Branta leucopsis) \| \| \| \| \| \| Gâscă nordică (Branta hutchinsii) \| \| \| \| |
|  | |
|  | Gâscă călugăriță (Branta leucopsis)                                                                       |
|  | |
|  | Gâscă nordică (Branta hutchinsii)                                                                         |
|  | |

|  | Gâscă călugăriță (Branta leucopsis) |
|  |                                     |
|  | Gâscă nordică (Branta hutchinsii)   |
|  |                                     |

|  | Gâscă canadiană (Branta canadensis)                                                                       |
|  | |
|  | \| \| Gâscă călugăriță (Branta leucopsis) \| \| \| \| \| \| Gâscă nordică (Branta hutchinsii) \| \| \| \| |
|  | |
|  | Gâscă călugăriță (Branta leucopsis)                                                                       |
|  | |
|  | Gâscă nordică (Branta hutchinsii)                                                                         |
|  | |

|  | Gâscă călugăriță (Branta leucopsis) |
|  |                                     |
|  | Gâscă nordică (Branta hutchinsii)   |
|  |                                     |

|  | Gâscă canadiană (Branta canadensis)                                                                       |
|  | |
|  | \| \| Gâscă călugăriță (Branta leucopsis) \| \| \| \| \| \| Gâscă nordică (Branta hutchinsii) \| \| \| \| |
|  | |
|  | Gâscă călugăriță (Branta leucopsis)                                                                       |
|  | |
|  | Gâscă nordică (Branta hutchinsii)                                                                         |
|  | |

|  | Gâscă călugăriță (Branta leucopsis) |
|  |                                     |
|  | Gâscă nordică (Branta hutchinsii)   |
|  |                                     |

|  | Gâscă canadiană (Branta canadensis)                                                                       |
|  | |
|  | \| \| Gâscă călugăriță (Branta leucopsis) \| \| \| \| \| \| Gâscă nordică (Branta hutchinsii) \| \| \| \| |
|  | |
|  | Gâscă călugăriță (Branta leucopsis)                                                                       |
|  | |
|  | Gâscă nordică (Branta hutchinsii)                                                                         |
|  | |

|  | Gâscă călugăriță (Branta leucopsis) |
|  |                                     |
|  | Gâscă nordică (Branta hutchinsii)   |
|  |                                     |

|  | Gâscă canadiană (Branta canadensis)                                                                       |
|  | |
|  | \| \| Gâscă călugăriță (Branta leucopsis) \| \| \| \| \| \| Gâscă nordică (Branta hutchinsii) \| \| \| \| |
|  | |
|  | Gâscă călugăriță (Branta leucopsis)                                                                       |
|  | |
|  | Gâscă nordică (Branta hutchinsii)                                                                         |
|  | |

|  | Gâscă călugăriță (Branta leucopsis) |
|  |                                     |
|  | Gâscă nordică (Branta hutchinsii)   |
|  |                                     |

|  | Gâscă canadiană (Branta canadensis)                                                                       |
|  | |
|  | \| \| Gâscă călugăriță (Branta leucopsis) \| \| \| \| \| \| Gâscă nordică (Branta hutchinsii) \| \| \| \| |
|  | |
|  | Gâscă călugăriță (Branta leucopsis)                                                                       |
|  | |
|  | Gâscă nordică (Branta hutchinsii)                                                                         |
|  | |

|  | Gâscă călugăriță (Branta leucopsis) |
|  |                                     |
|  | Gâscă nordică (Branta hutchinsii)   |
|  |                                     |

|  | Gâscă canadiană (Branta canadensis)                                                                       |
|  | |
|  | \| \| Gâscă călugăriță (Branta leucopsis) \| \| \| \| \| \| Gâscă nordică (Branta hutchinsii) \| \| \| \| |
|  | |
|  | Gâscă călugăriță (Branta leucopsis)                                                                       |
|  | |
|  | Gâscă nordică (Branta hutchinsii)                                                                         |
|  | |

|  | Gâscă călugăriță (Branta leucopsis) |
|  |                                     |
|  | Gâscă nordică (Branta hutchinsii)   |
|  |                                     |

|  | Gâscă canadiană (Branta canadensis)                                                                       |
|  | |
|  | \| \| Gâscă călugăriță (Branta leucopsis) \| \| \| \| \| \| Gâscă nordică (Branta hutchinsii) \| \| \| \| |
|  | |
|  | Gâscă călugăriță (Branta leucopsis)                                                                       |
|  | |
|  | Gâscă nordică (Branta hutchinsii)                                                                         |
|  | |

|  | Gâscă călugăriță (Branta leucopsis) |
|  |                                     |
|  | Gâscă nordică (Branta hutchinsii)   |
|  |                                     |

|  | Gâscă canadiană (Branta canadensis)                                                                       |
|  | |
|  | \| \| Gâscă călugăriță (Branta leucopsis) \| \| \| \| \| \| Gâscă nordică (Branta hutchinsii) \| \| \| \| |
|  | |
|  | Gâscă călugăriță (Branta leucopsis)                                                                       |
|  | |
|  | Gâscă nordică (Branta hutchinsii)                                                                         |
|  | |

|  | Gâscă călugăriță (Branta leucopsis) |
|  |                                     |
|  | Gâscă nordică (Branta hutchinsii)   |
|  |                                     |